# William Oughtred

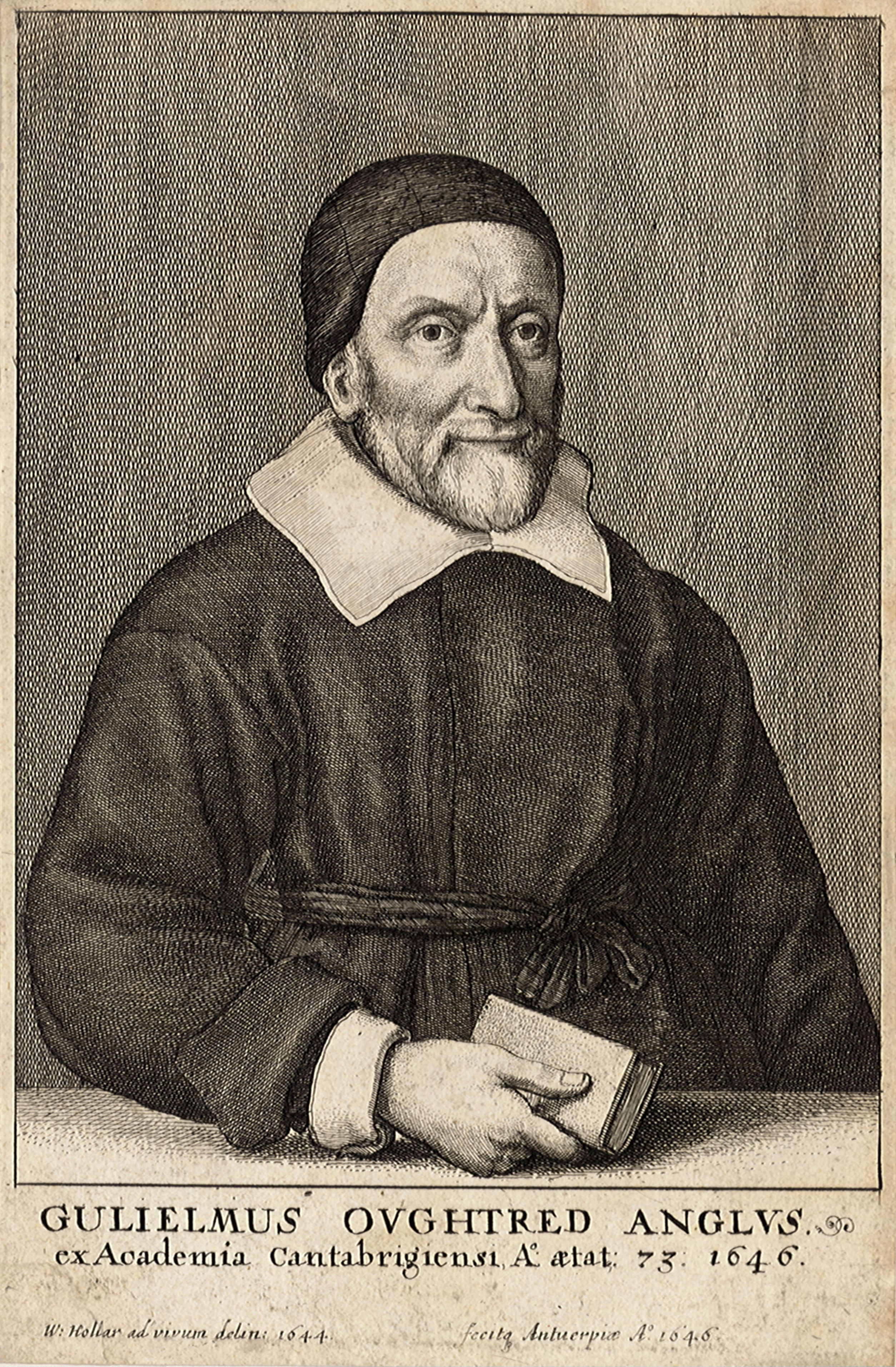
William Oughtred

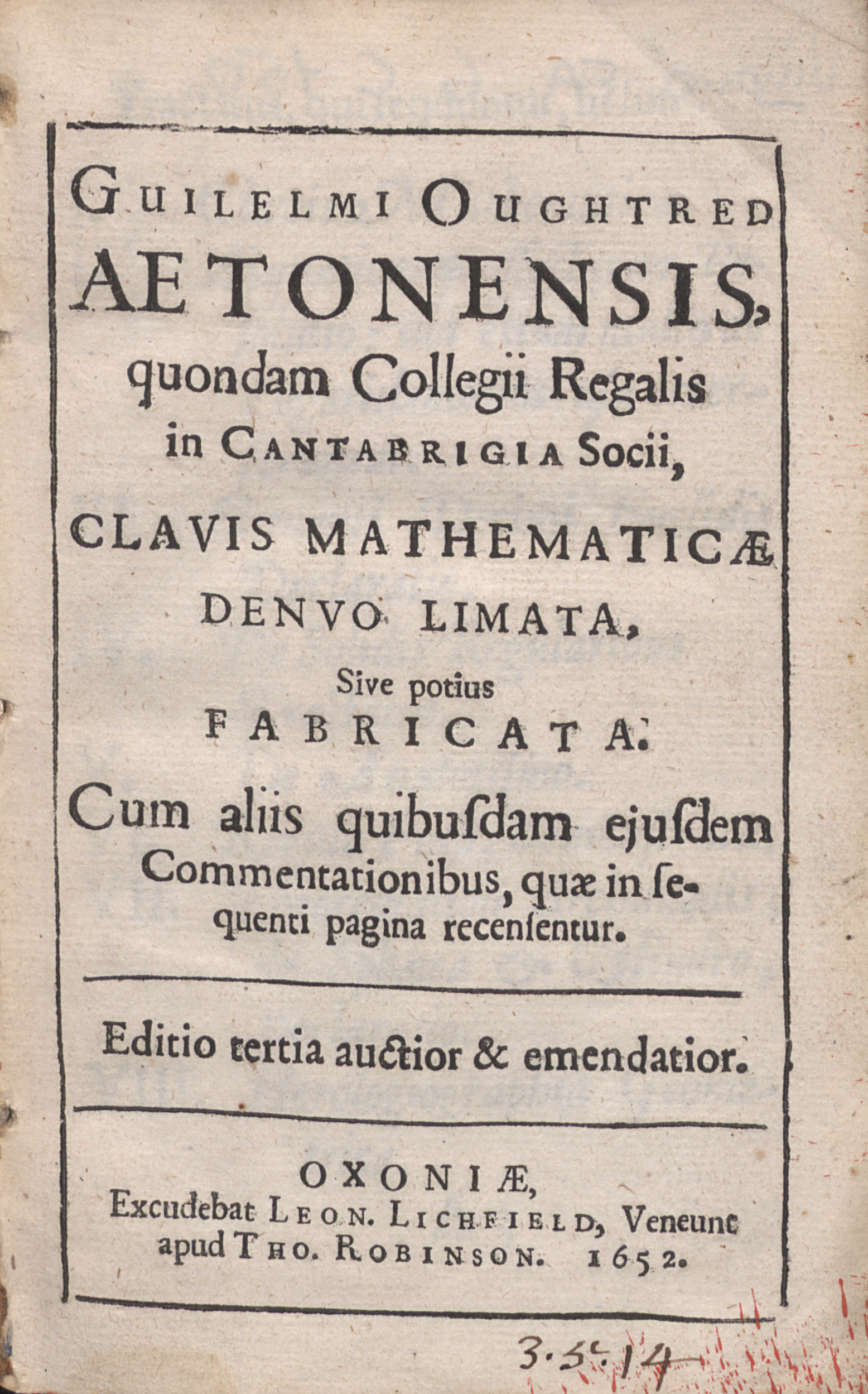
Clavis mathematicae, Ausgabe 1652

William Oughtred (* 1574 in Eton; † 13. Juni 1660 in Albury, Surrey) war ein englischer Mathematiker und Pfarrer der Church of England.

## Leben
Oughtred wurde am 5. März 1574 getauft. Er ging an das King’s College in Cambridge. Er verließ um das Jahr 1603 die Universität und ging in das Pfarrhaus von Aldbury, nahe Guildford in Surrey. Um 1628 wurde er vom Earl of Arundel als Privatlehrer berufen, dessen Sohn in Mathematik zu unterrichten. Er unterrichtete (teilweise umsonst) aber auch andere Schüler privat in Mathematik in seiner Pfarre in Albury, zu einer Zeit in der höhere Mathematik in Oxford nicht unterrichtet wurde. Darunter waren John Wallis, Seth Ward und Christopher Wren. Oughtred unterhielt mit renommierten Lehrern seiner Zeit Korrespondenzen. John Aubrey berichtet, er sei in einer Art plötzlichen Freudenrausches gestorben, als er hörte, dass Charles II. nach der Abstimmung in Westminster wieder als Herrscher eingesetzt worden war.

## Werk
Bekannt wurde Oughtred durch die Erfindung des kreisförmigen Rechenschiebers, über den er 1632 und 1633 veröffentlichte. Sein Schüler Richard Delamain (1590–1645) war ihm 1631 in der Veröffentlichung zuvorgekommen, weshalb es zwischen beiden einen Prioritätsstreit gab. Den Rechenschieber mit beweglicher Zunge im heutigen Sinn führten Robert Bissaker 1654 und Seth Patridge 1657 ein.
Ferner führte er 1631 das Malzeichen „×“ und das Geteiltzeichen „/“ ein. Ebenso bezeichnete Oughtred in seiner Schrift Theorematum in libris Archimedis de Sphaera et Cylindro Declaratio als erster Mathematiker die Kreiszahl mit „{\displaystyle \pi }“.
Sein Lehrbuch Clavis Mathematicae von 1631 war lange ein vorherrschendes Lehrbuch der Algebra in England.

## Schriften (Auswahl)
- Arithmeticae in numeris et speciebus institutio. Quae tum logisticae, tum analyticae, atque adeo totius mathematicae, quasi clavis est. Thomas Harper, London 1631 (Digitalisat).
  - 3. Auflage: Clavis mathematicae denvo limata, sive, Potius fabricata cum aliis quibusdam ejusdem commentationibus, quae in sequenti pagina recensentur. Oxford 1667 (Digitalisat).
  - The key of the mathematicks new forged and filed. Together with a treatise of the resolution of all kinde of affected aequations in numbers: with the rule of compound usury, and demonstration of the rule of false position, and a most easie art of delineating all manner of plaine sun-dyalls geometrically. Thomas Harper, for Richard Whitaker, London 1647 (Digitalisat) – übersetzt von Robert Wood (um 1622–1685).
- The circles of proportion and the horizontall instrument. London 1632 (Digitalisat).
- An addition unto the use of the instrument called the circles of proportion, for the working of nauticall questions. London 1633 (Digitalisat).
- The Solution of all Spherical Triangles by the Planisphere. Oxford 1651 (Digitalisat) – herausgegeben von seinem Schwiegersohn Christopher Brookes.
- Theorematum in libris Archimedis de sphaera et cylindro declarario. Oxford 1652 (Digitalisat).
  - Neuauflage: Oxford 1663 (Digitalisat).
- Trigonometria. Hoc est, modus computandi triangulorum latera & angulos, ex canone mathematico traditus & demonstratus. London 1657 (Digitalisat).
  - Trigonometrie, or, The manner of calculating the sides and angles of triangles, by the mathematical canon demonstrated. London 1657 (Digitalisat) – übersetzt von Richard Stokes.

postum
- Opuscula mathematica hactenus inedita. Oxford 1677 (Digitalisat).